# Colona sinica
Colona sinica là một loài thực vật có hoa trong họ Cẩm quỳ. Loài này được Hu mô tả khoa học đầu tiên năm 1940.